# برايان هيد
برايان هيد (بالإنجليزية: Brian Head)‏ هو معلم موسيقى وملحن أمريكي، ولد في 14 أكتوبر 1964.

## وصلات خارجية
- برايان هيد على موقع ميوزك برينز (الإنجليزية)